# 2010: Moby Dick
2010: Moby Dick is een Amerikaanse monsterfilm uit 2010 van The Asylum, geregisseerd door Trey Stokes met Barry Bostwick en Renée O'Connor. 2010: Moby Dick kwam op 23 november 2010 uit op dvd, in Nederland kwam de dvd uit op 31 mei 2011.

## Verhaal
In 1969 verliest kapitein Ahab zijn been tijdens een eerste confrontatie met een prehistorische walvis. 41 jaar later gaat hij met een geavanceerde onderzeeër op zoek naar het prehistorische wezen om wraak te nemen.